# Xunantunich

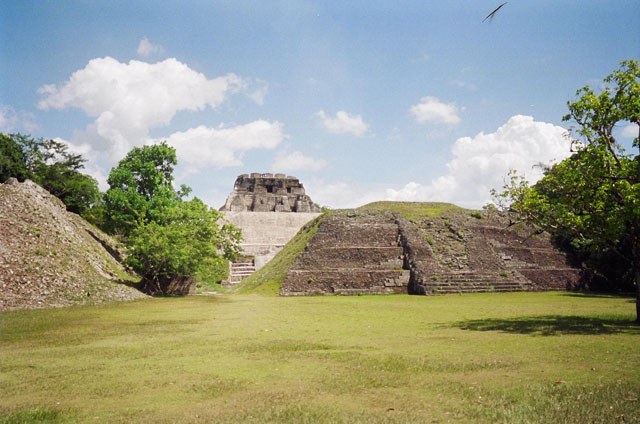
Vista de Xunantunich

Xunantunich é um antigo sítio arqueológico maia situado 110 quilômetros a oeste da cidade de Belize, no distrito de Cayo. Encontra-se no topo de uma cordilheira acima do rio Mopan, bem próximo à fronteira com a Guatemala — distante apenas um quilômetro a oeste. O local serviu como centro cívico e cerimonial para a população maia que habitava a área do vale de Belize durante o período clássico. Em seu auge, cerca de 200 mil pessoas viviam na região.

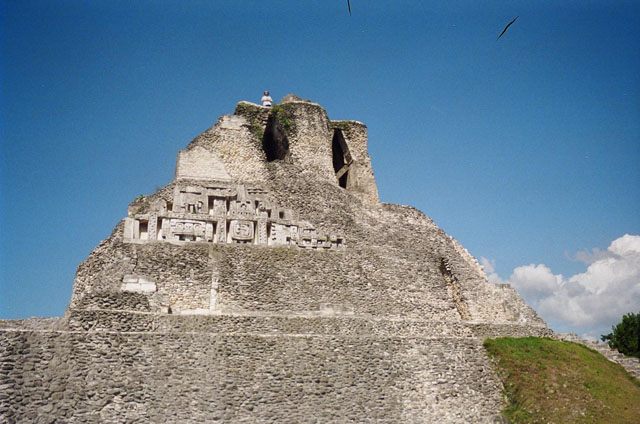
El Castillo, Xunantunich (parte do friso visível à esquerda)

As primeiras explorações do local foram conduzidas por Thomas Gann em meados da década de 1890. O médico britânico havia sido designado como cirurgião e comissário de distrito nas Honduras Britânicas, e estabeleceu-se nas imediações de Xunantunich motivado por seu interesse em arqueologia maia. O sucessor de Gann, Eric S. Thompson, implementou uma abordagem mais metódica e conseguiu estabelecer a primeira cronologia da produção de cerâmica na região. As principais equipes arqueológicas atuando em Xunantunich e na região circundante, atualmente, são o Xunantunich Archaeological Project (XAP) e o Xunantunich Settlement Survey (XSS).
Em 1959–60, a Expedição de [[Cambridge às Honduras Britânicas chegou à colônia e seu membro do arqueólogo, Euan MacKie, realizou vários meses de escavação em Xunantunich. Ele escavou o edifício superior na Estrutura A-11 no Grupo B e uma estrutura residencial recém-descoberta, A-15, nos arredores do complexo principal. Usando o método europeu de registro detalhado da estratigrafia dos depósitos superficiais (as próprias estruturas de alvenaria não foram extensivamente cortadas), ele conseguiu inferir que os dois edifícios foram destruídos por um desastre repentino que marcou o fim da ocupação do período Clássico. Um terremoto foi proposto provisoriamente como a causa; é inferido puramente com base nas evidências escavadas e também no estado muito danificado do edifício superior da Estrutura A-6 ('El Castillo'). Ele também foi capaz de confirmar a parte posterior da sequência de cerâmica construída por Thompson.
Os agricultores que alimentavam as pessoas que moravam em Xunantunich geralmente viviam em pequenas aldeias, divididas em grupos residenciais familiares. As fazendas estavam espalhadas pela paisagem, embora o centro de Xunantunich seja bastante pequeno em comparação. Essas aldeias eram economicamente auto-suficientes, o que pode ser a razão pela qual Xunantunich durou tanto tempo quanto elas; pois estas não eram dependentes da cidade para sustentá-las. A densidade de assentamento foi relativa à qualidade do solo, proximidade a rios e histórias políticas localizadas. Como os fazendeiros estavam estabelecidos há muito tempo em seus assentamentos de terra, eles não gostariam de se envolver com uma política que estava sob constante agitação devido a forças invasoras, entre outras coisas. Outros sítios arqueológicos maias próximos incluem Chaa Creek e Cahal Pech, Buenavista del Cayo e Naranjo.